# Epimecis akinaria
Epimecis akinaria är en fjärilsart som beskrevs av Paul Dognin 1907. Epimecis akinaria ingår i släktet Epimecis och familjen mätare. Inga underarter finns listade i Catalogue of Life.